# Vestingdagen

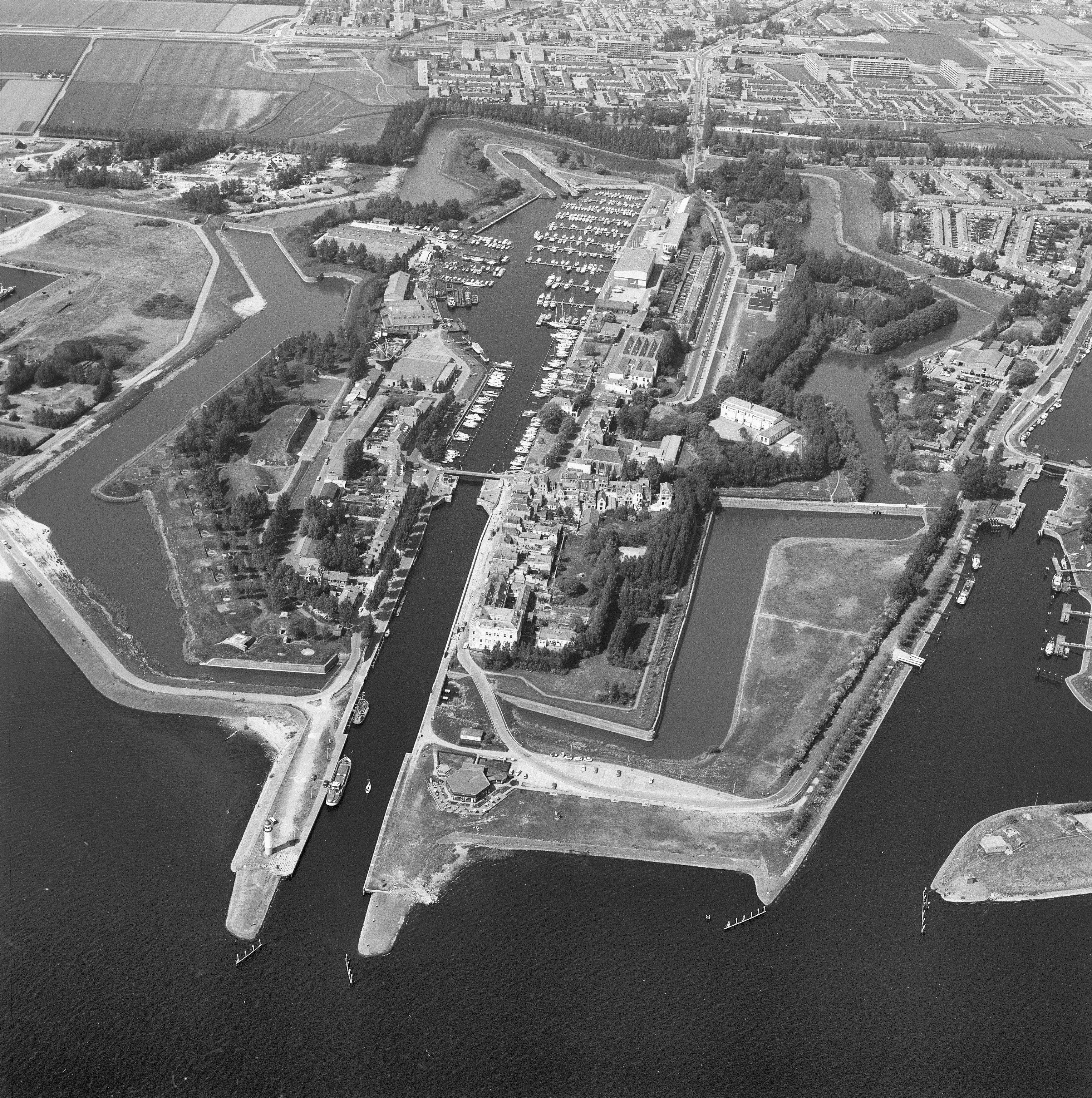
Foto van Hellevoetsluis (1977), een jaar voor het Nationale Stoomweekend

De Vestingdagen zijn een jaarlijks evenement dat sinds 1980 wordt georganiseerd in de vesting van Hellevoetsluis, tijdens het derde weekend van augustus. Het Nationale Stoomweekeind en Wallenpop, beide opgezet in 1978, zijn hier deel uit van gaan maken.
Binnen het huidige programma is er weinig plek meer voor stoommachines, maar de oldtimers, vrachtwagens, tractors, modelbouw en zeeschepen maken nog deel uit van het programma. Wallenpop hield op te bestaan in 2017. In de plaats is er het Vestingdagen Festival gekomen en livemuziek bij Mach en het Barbiertje, waaronder The Amazing Stroopwafels.
De kermis werd later uitgebreid en verplaatst naar het Zuidfront, waarbij er een nieuw reuzenrad kwam. Er zijn een braderie, markt en diverse eetgelegenheden. Onder de vele demonstraties die worden gehouden, zijn die van de brandweer, de Koninklijke Marine, het Korps Nationale Reserve en een groep kanonniers.

## Nationale Stoomweekend
De Vestingdagen hebben hun oorsprong in een Nationaal Stoomweekend, een evenement dat voor het eerst werd gehouden in juni 1978. Er waren stoomboten, stoomtrams en stoommachines aanwezig. Het evenement werd georganiseerd door Stichting Rijdende Tram Museum Hellevoetsluis.  Ditzelfde trammuseum had al in 1975 een klein evenement opgezet om het 10-jarige bestaan van het trammuseum te vieren, met een stoomlocomotief en stoommachine. 

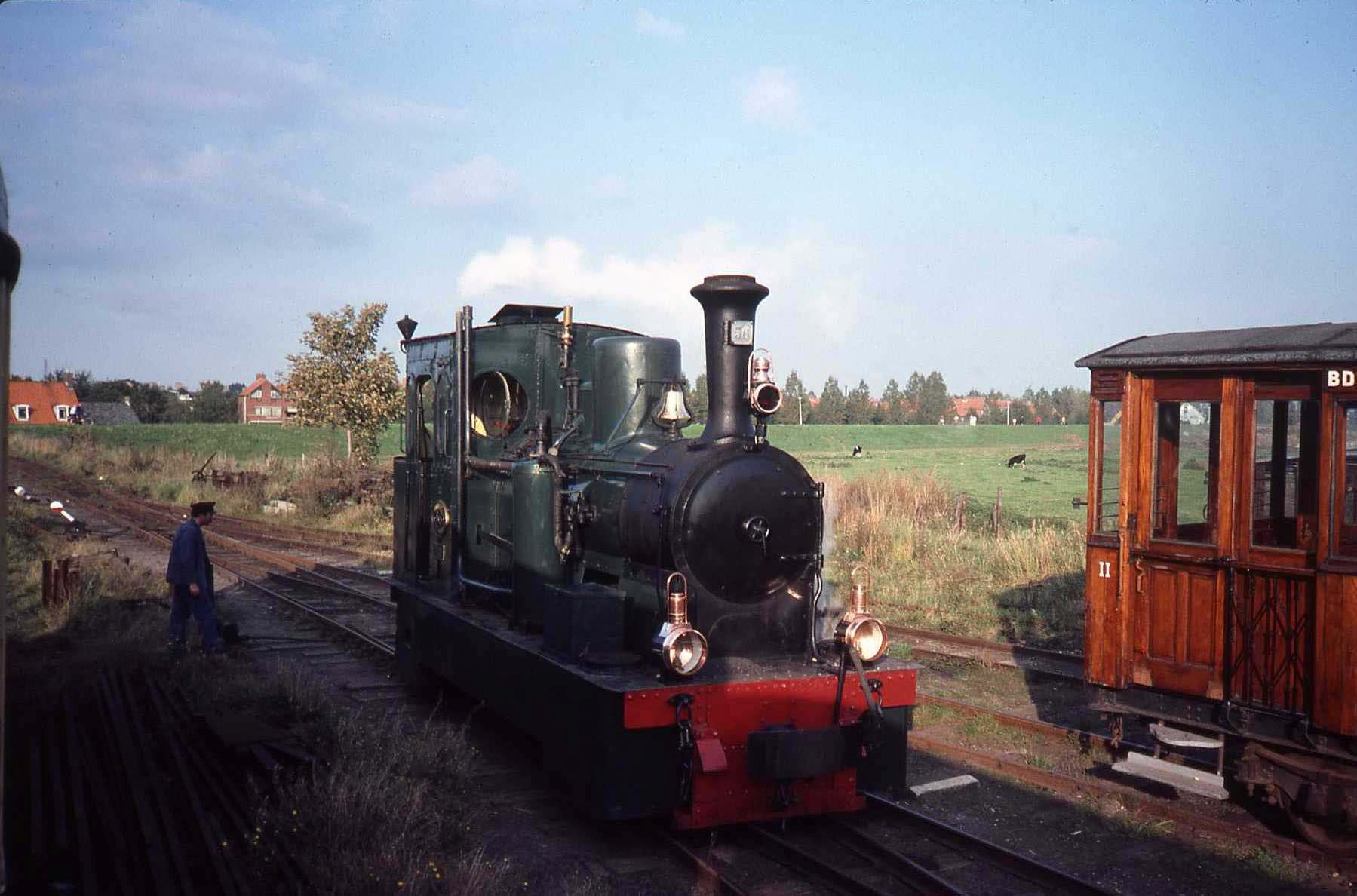
De RTM 2, een stoomlocomotief die zich toen nog in Hellevoetsluis bevond.

Nadat dit evenement een succes bleek te zijn en zo'n zevenduizend man aantrok, besloot de gemeente Hellevoetsluis het stoomweekend uit te breiden en naar augustus te verplaatsen. Burgemeester J. Aarse sloeg de eerste paal van Winkelcentrum De Struytse Hoeck, de diensten van o.a. de Oudheidskamer in Hellevoetsluis en Nationaal Brandweermuseum werden gebruik om het evenement uit te breiden. De basis van de Vestingdagen werd gelegd nadat het evenement op gesplitst werd in twee locaties, De Vesting waar festiviteiten werden gehouden en de Tram- en Veerhaven waar het stoomweekend plaats vond.  Het stoomweekend zal de komende 3 decennia onderdeel uitmaken van de Vestingdagen en in 1984 omgedoopt worden tot het Internationale Stoomweekend. 

## 1980 - 2007
Stichting Vestingdagen ging in 1979 van start. De oudste verwijzingen naar de vestingdagen in kranten komen uit 1980, waar het nog de Vestingdag wordt genoemd.  De naam Vestingdagen werd pas in 1981 gebruikt. Er was een inkomst van een figurant die Michiel de Ruyter speelde. De aanwezigheid van stoommachines was toen minder uitgebreid en er werden maar drie stoommachines geïmporteerd uit het Verenigd Konkrijk. Het aantal bezoekers werd geschat op zo'n 50 duizend  

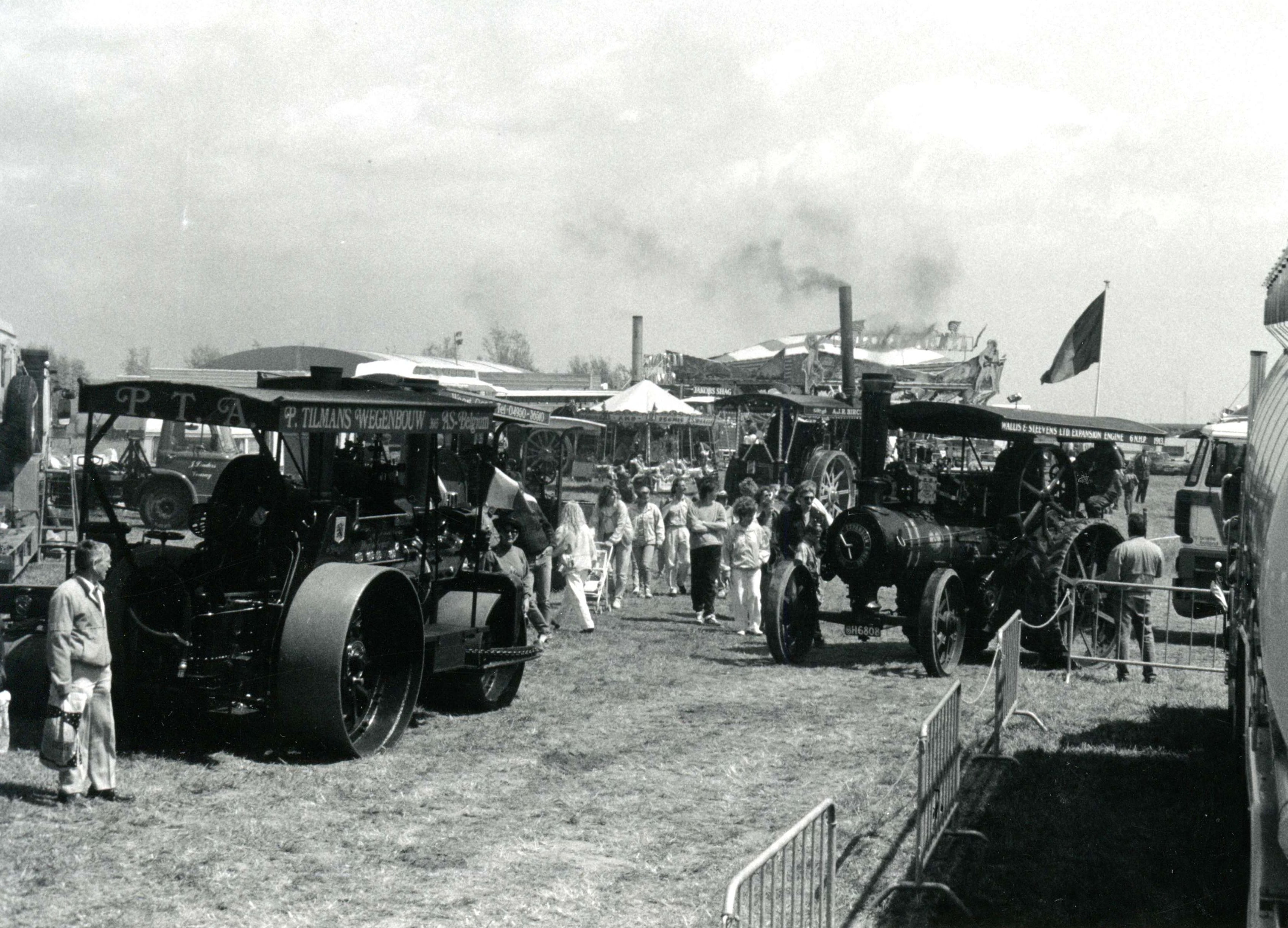
Gezellige drukte op de Vestingdagen; 18 augustus 1992

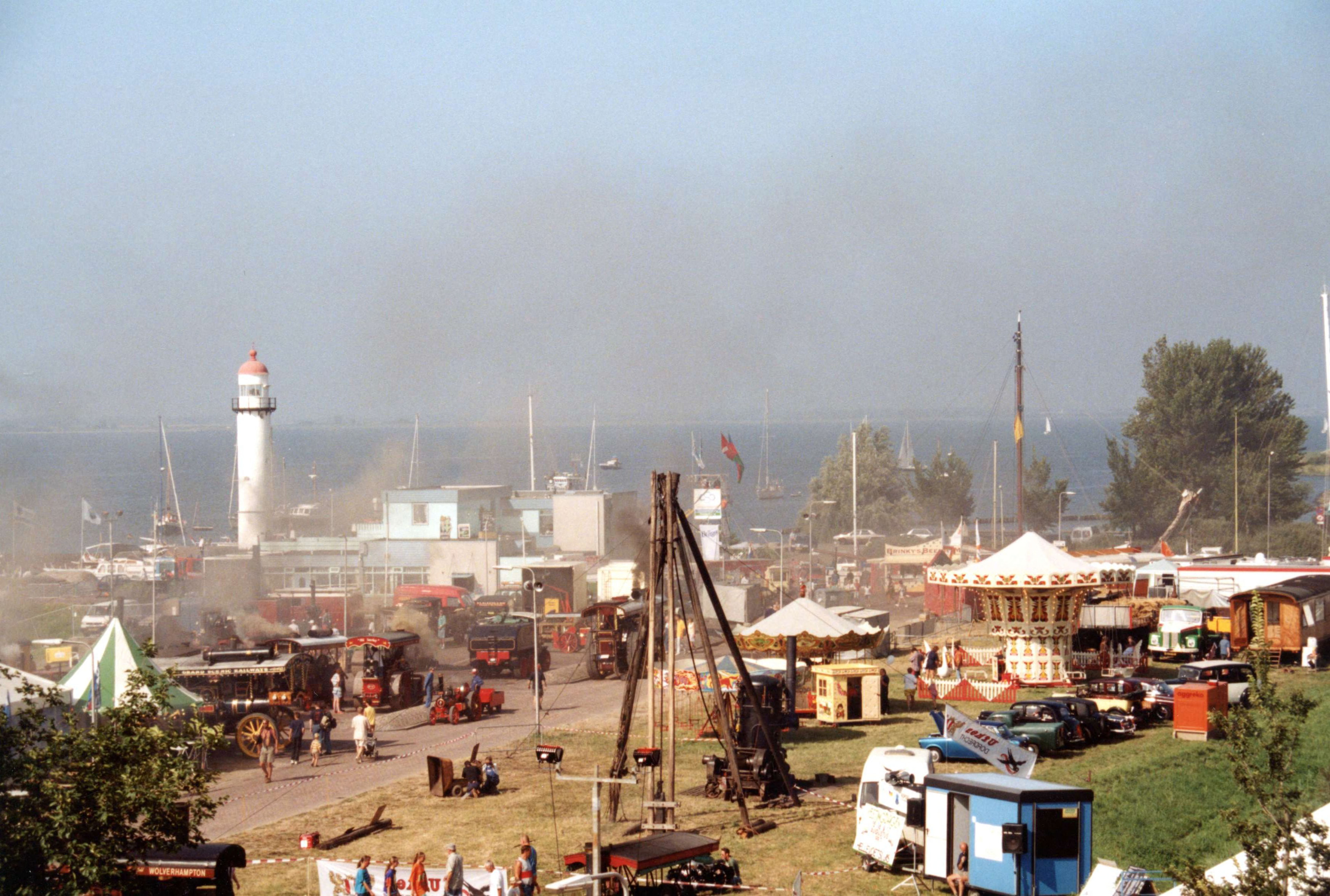
Gezellige drukte op de Vestingdagen; augustus 1997

De Vestingdagen maakte het jaar daarop een flinke groei mee, niet alleen steeg het aantal bezoekers van een verwachte 60.000 naar een 100.000, maar het evenement werd ook uitgebreid. Rederij Townsend Thoresen importeerde 6 stoommachines uit het Verenigde Koninkrijk, het aantal stoommachines, schepen en antieke rijvoertuigen werd uitgebreid, waaronder oldtimers en legervoertuigen uit de Tweede Wereldoorlog en tevens een grote stoombok geleverd door firma Smit-Tak. 
De jaren daarop werd er gebruikt gemaakt van de populariteit van de vestingdagen om meer evenementen in te plannen. Zo was het mogelijk om een rondrit per stoomschip te maken van Rotterdam, naar Hellevoetsluis  en werd het schip de Piet Hein ingehuurd om als attractie te dienen.    Het evenement groeiden tot 120 duizend bezoekers in 1983 en 1984 en stond officieel bekend als een van de grootste stoomfeesten op het Europese vasteland.  Om uiteindelijk een hoogtepunt van 130.000 bezoekers te halen in 1988, in een weekend met zware wind, regen en kou. 
In 1990 neemt RTL-Véronique het programma Prijzenslag op met als presentator Hans Kazan, mensen konden vanaf 1 uur prijzen winnen.  Daarnaast wordt in 1989 voor het eerst begonnen met een kleine helikopter vliegshow, welke in 1993 flink werd uitgebreid met een programma van drie uur, waarbij o.a. de Fokker Four Formation aanwezig was. , 

## 2008 - heden
Vanaf 2008 zijn de Vestingdagen meerdere keren niet georganiseerd. Tijdens de eerste periode was er een gat van vier jaar, waarin er geen Vestingdagen werden georganiseerd. De beveiligingskosten voor het organiseren van de Vestingdagen waren voor 2008 te hoog, en hoewel er advertenties werden geplaatst was het tekort aan vrijwilligers niet op te lossen. Dit zorgde ervoor dat Stichting Vestingdagen in 2008 niet in staat was de vestingdagen te organiseren  

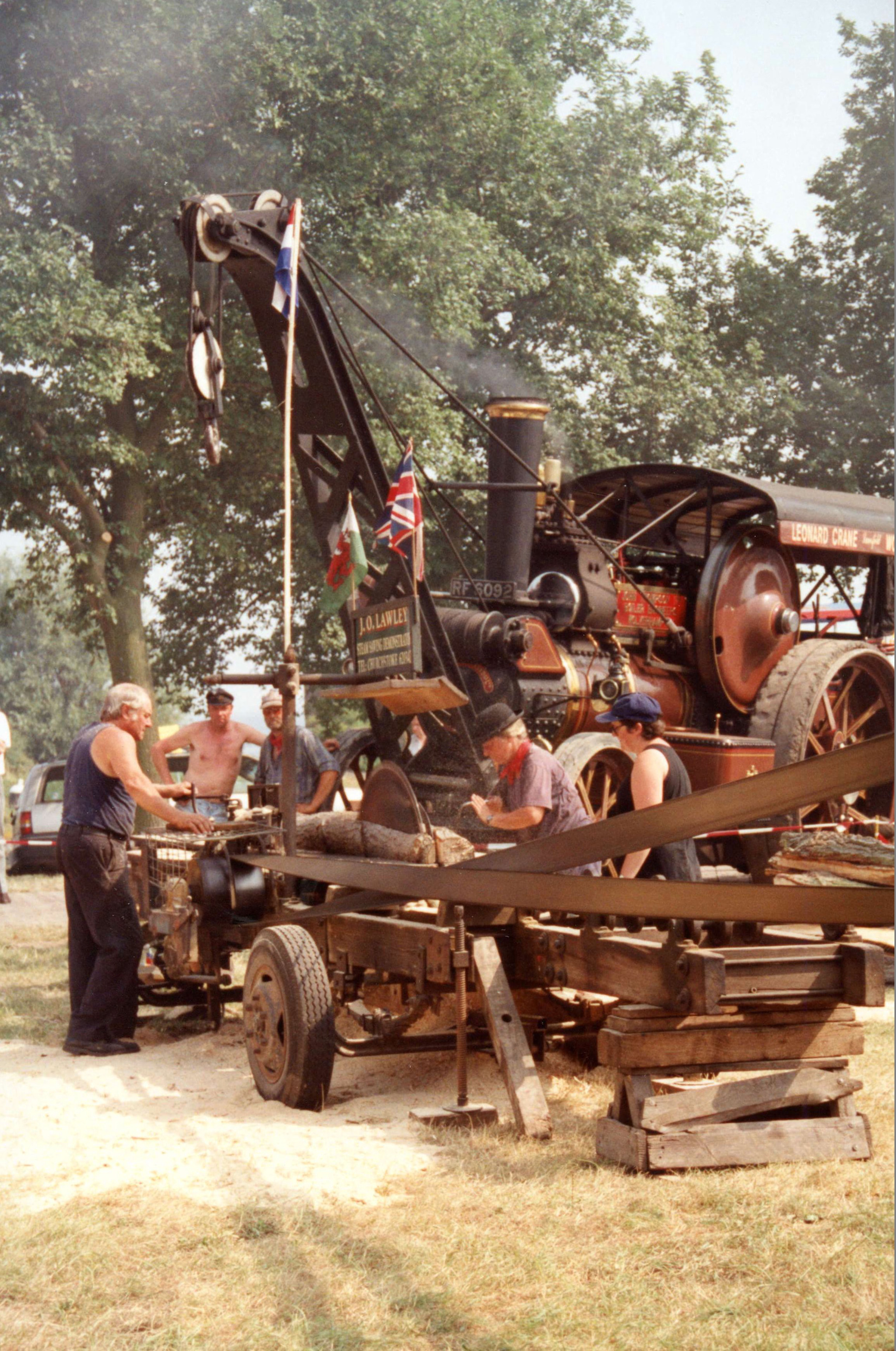
Met stoom voortgedreven zaagmachine en kraanmachine op Vestingdagen (1997)

In 2008 en 2009 werd toen besloten om een nieuw evenement te houden, genaamd het Zeehelden Weekend, dat werd georganiseerd door Stichting Cultuur & Recreatie Zuid-Holland met hulp van o.a. stichting STER en lokale ondernemers en de lokale horeca. De thema's van beide evenementen waren  marine historie en watersport.   In 2010 en 2011 werd de naam van het evenement weer veranderd, deze keer naar Zomer in de Vesting.  
Nadat er via rechtelijke weg werd vastgesteld dat de naam Vestingdagen door iedereen gebruikt kon worden, besloot de gemeente om met Stichting STER in 2012 weer de naam Vestingdagen te gebruiken. Voornamelijk omdat het Zeehelden Weekend en Zomer in de Vesting geen succes bleken te zijn, dit had ook als gevolg dat de stoommachines weer terugkwamen.    
In 2019 hield Stichting Vestingdagen ermee op. Dit had diverse redenen: financieel, de regelgeving die de laatste jaren steeds strenger werd en een gebrek aan ondersteuning vanuit de gemeente.   In 2020 en 2021 waren er geen Vestingdagen, maar in 2022 werd het evenement weer opgepikt door Stichting Voorne Putten Evenementen onder de naam Vestingdagen 2.0. De stoommachines maakten geen onderdeel meer uit van het programma.  

## Wallenpop

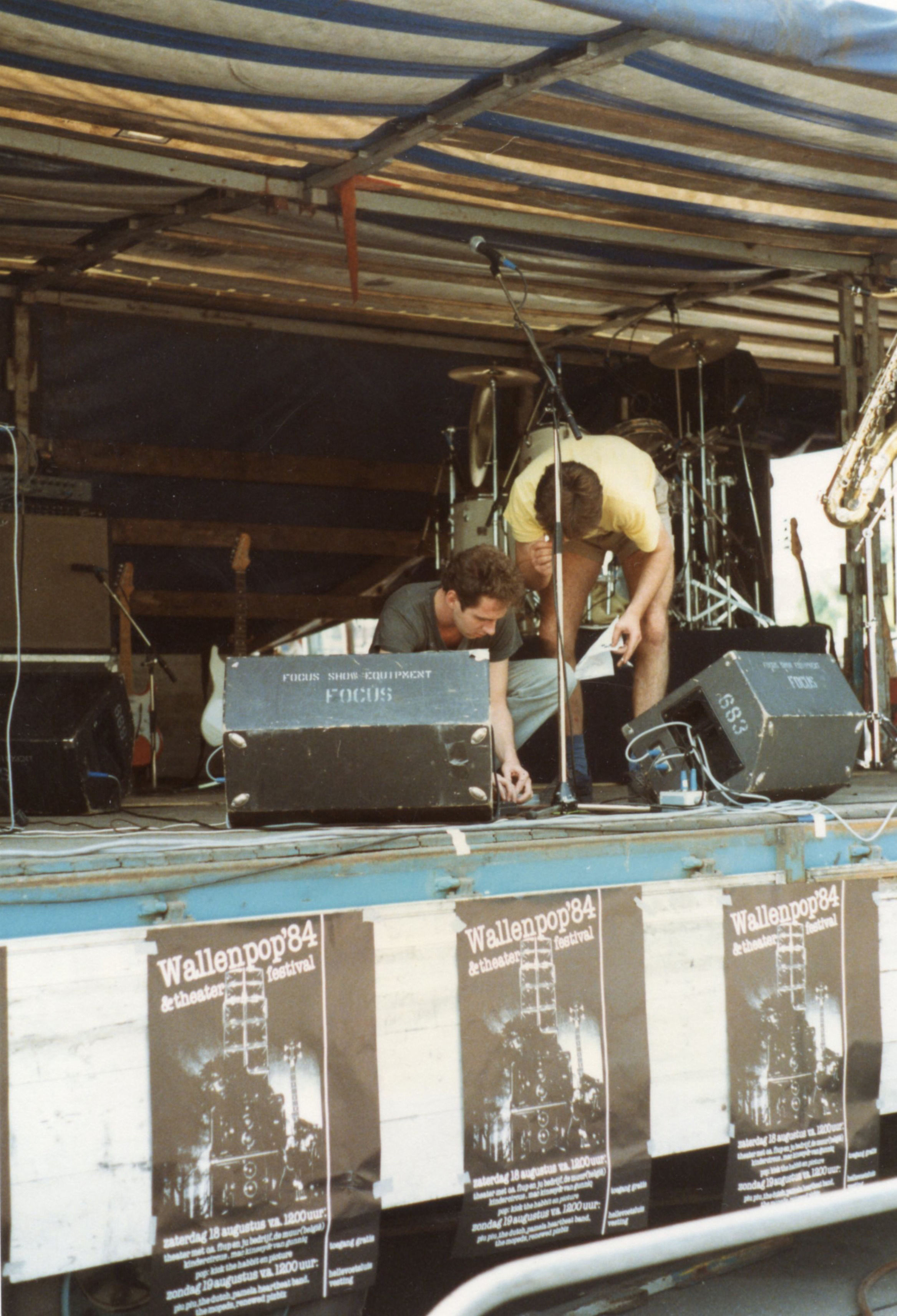
Voorbereidingen voor wallenpop; 19 augustus 1984

In 1978 werd in augustus de eerste editie van Wallenpop gehouden. Dit was toen nog een klein evenement en het viel pas het jaar daatop samen met het Stoomweekend. 
De oorspronkelijke versie van Wallenpop liep tot 1991. Bekende bands die de revue passeerden waren o.a.: Partner (79), Teaser (79/80) Turbo (80), Vitesse (80), Fruitcake (81),  Picture (81/84), Polle Eduard Band (82), Herman Brood (83/86), The Dutch (84),  De Div (86), Batmobile (86/88), 
In 1996 werd door Stichting Cultuuroverleg Hellevoetsluis een doorstart gemaakt voor een nieuwe serie aan Wallenpop die tot 2017 liep, met o.a. bands zoals Kensington, Kane, Racoon en Di-Rect. 